# 7043 Godart
A 7043 Godart (ideiglenes jelöléssel 1934 RB) a Naprendszer kisbolygóövében található aszteroida. Eugène Joseph Delporte fedezte fel 1934. szeptember 2-án.